# Акматов, Казат Акматович
Казат Акматович Акматов (кирг. Казат Акматович Акматов; 23 декабря 1941, Бостери, Иссык-Кульская область — 13 сентября 2015, Бишкек) — киргизский писатель, прозаик и публицист. Народный писатель Кыргызстана (2011).

## Биография
Родился в семье колхозника. После окончания школы с 1958 работал на конезаводе. С 1964 — на комсомольской работе: был инструктором Иссык-Кульского райкома, затем заведующим отделом, а в 1967 г. избран первым секретарем этого райкома комсомола.
В 1965—1966 — слушатель Высшей комсомольской школы при ЦК ВЛКСМ в Москве. в 1967 окончил отделение журналистики филологического факультета Киргизского государственного университета. Затем служил в рядах Советской Армии, был корреспондентом армейской газеты.
С 1972 работал старшим редактором, заместителем главного редактора издательства «Кыргызстан». В 1974 принят в Союз писателей СССР.
В 1974—1983 работал заместителем заведующего отделом КП Киргизии, в 1983—1986 — старший редактор комитета Гостелерадио Киргизской ССР. В 1986 г. на VIII съезде писателей Киргизии К Акматов избран первым секретарём правления СП Киргизии, а на VIII всесоюзном съезде писателей — членом правления Союза писателей СССР.
Избирался депутатом Верховного Совета СССР[когда?], депутатом Жогорку Кенеш (парламента) Кыргызстана первого созыва с 1990 по 1994 гг., с 1999 — член Президентского совета, председатель Национальной комиссии по государственному языку.
Затем — заместитель председателя Государственной комиссии по развитию государственного языка и председатель Фонда кыргызского языка. Указом А. Акаева 16 сентября 2003 отправлен на пенсию.
В 2002 году — член общественной комиссии по Конституционной реформе. Заместитель председателя оргкомитета проведения Всемирного курултая кыргызов.
К. Акматов считается одним из родоначальников киргизской демократии. Первый председатель Движения Демократический Кыргызстан, которое являлось движущей силой при становлении нынешнего строя Кыргызстана и сыграло важную роль в приходе к власти А. Акаева.
Скончался после болезни 13 сентября 2015 года на 74-м году жизни.

## Творчество
Дебютировал как прозаик в 1974, когда вышел в свет первый сборник его рассказов «Боз улан» («Юноша»).
Автор более ста прозаических произведений, театральных постановок, художественных и документальных фильмов.

## Избранные произведения
- роман «Мезгил» (1979) (на русском языке под названием «Время земное», 1982)
- роман «Мунабия» (1987),
- роман «Годы вокруг солнца» (1988),
- повесть «Ыйык журт» (1981),
- повесть «Боз улан: аңгемелер жана» (1974),
- сборники «Священный очаг»,
- «Авария»,
- «Күндү айланган жылдар»,
- «Окуялар, адамдар»,
- «Ак жол, көк асман»,
- «Архат»,
- «Ажырашуу»,
- сценарии кинолент «Жаралуу үчүн өлүм», «Белый табун», «Гибель во имя рождения» (1988) и др.

Повесть «Две строки жизни», опубликованная в «Роман—газете» в 1978, удостоена всесоюзной Литературной премии имени Николая Островского.

## Награды и премии
- Народный писатель Кыргызской Республики (2011)
- Почётная грамота Киргизской Республики (1998)[2]
- Государственная премия Кыргызской Республики имени Токтогула (2009)[2]
- Памятная золотая медаль «Манас-1000»
- Юбилейная медаль «За доблестный труд (За воинскую доблесть). В ознаменование 100-летия со дня рождения Владимира Ильича Ленина»,
- Почётные грамоты Верховного Совета Киргизской ССР,
- Всесоюзная Литературная премия им. Н. Островского,
- Золотая медаль им. М. Ломоносова Российской Федерации,
- лауреат Международной ассоциации «Руханият».